# Le Chamossaire
Le Chamossaire är en bergstopp i Schweiz. Den ligger i distriktet Aigle och kantonen Vaud, i den sydvästra delen av landet, 80 km söder om huvudstaden Bern. Toppen på Le Chamossaire är 2 112 meter över havet.